# HILAT
HILAT (acrônimo de High Latitude Research Satellite), também conhecido como P83-1, foi um satélite artificial da NASA lançado em 27 de junho de 1983 por um foguete Scout G1 da Base da Força Aérea de Vandenberg.

## Características
O HILAT era um satélite Transit modificado para fazer experimentos relacionados com a ionosfera em altas latitudes. Os objetivos do HILAT eram obter mais dados sobre as irregularidades da intensidade da ionosfera e sua forma tridimensional, testar diferentes hipóteses sobre o desenvolvimento, o transporte e o decaimento das irregularidades, estudar o papel das instabilidades convectivas em altas latitudes e estudar as diversas influências na ionosfera em altas latitudes, como a precipitação de partículas e do acoplamento entre a ionosfera e a magnetosfera.
O satélite era estabilizado nos três eixos através do sistema de gradiente gravitacional graças a uma pértiga e também através de um volante de inércia. A inclinação orbital foi escolhida para fazer passes no meridiano geomagnético nas zonas de recepção de dados.
Dos instrumentos que levava a bordo, a sonda Langmuir parou de funcionar logo após o satélite chegar na órbita, e a câmera auroral foi perdida em 23 de julho de 1983. Todos os outros instrumentos funcionaram até no dia 5 de junho de 1989, quando o HILAT deixou de funcionar após uma falha do sistema de energia.